# Katsiaryna Hanchar-Yanushkevich
Katsiaryna Hanchar-Yanushkevich –en bielorruso, Кацярына Ганчар-Янушкевіч– (28 de marzo de 1987) es una deportista bielorrusa que compite en lucha libre. Ganó una medalla de plata en el Campeonato Europeo de Lucha de 2017, en la categoría de 55 kg.
En 2017, Hanchar-Yanushkevich participó en el Campeonato Mundial de Lucha en París, donde compitió en la categoría de peso de hasta 59 kg. Aunque no ganó una medalla, su actuación fortaleció su posición en la escena internacional. En la Copa del Mundo de Lucha Femenina de 2018, celebrada en Takasaki, Japón, Katsiaryna representó a la selección de Bielorrusia. En el combate contra el equipo de Mongolia, perdió ante Baatarjavyn Shoovdor con un marcador de 3-14. En el enfrentamiento contra China, fue derrotada por Pei Xingru con un marcador de 0-10. En julio de 2019, Hanchar-Yanushkevich ganó la medalla de plata en el prestigioso torneo Yasar Dogu en Estambul, Turquía, en la categoría de peso de hasta 59 kg. En la final, fue derrotada por Manju Kumari de India.

## Palmarés internacional
| Campeonato Europeo | Campeonato Europeo | Campeonato Europeo | Campeonato Europeo |
| Año                | Lugar              | Medalla            | Categoría          |
| ------------------ | ------------------ | ------------------ | ------------------ |
| 2017               | Novi Sad (Serbia)  | Medalla de plata   | 55 kg              |
| 2019               | Turkey             | Medalla de plata   | 59 kg              |